# ジョージ・キューカー
ジョージ・デューイ・キューカー（英語: George Dewey Cukor, 1899年7月7日 - 1983年1月24日）は、アメリカ合衆国の映画監督。『女性映画の巨匠』として知られる。

## 生涯・人物
ニューヨークでハンガリー系ユダヤ人の家庭に生まれる。子供の頃から舞台や映画に興味を持ち、高校を卒業後、シカゴの演劇界で舞台助監督として働く。21歳の時にはブロードウェイで舞台俳優兼監督として活躍し、エセル・バリモアやエミール・ヤニングス主演の舞台を手掛ける。
しかしトーキー時代に入り、役者の台詞の喋り方を指導しなければならなくなり、ブロードウェイの若手演出家として注目を浴びていたキューカーに白羽の矢が立ち、1929年にハリウッドへ招かれ、1930年の『西部戦線異状なし』をはじめ、パラマウント映画のトーキー映画のダイアローグ監督を務めて実力を認められる。翌1931年には『雷親父』の共同監督を務め、翌1932年の『心を汚されし女』で映画監督として本格的にデビューした。
その後、大物製作者のデヴィッド・O・セルズニックと出会ったことがきっかけで、1931年にパラマウントからRKO社に移ったセルズニックと共に、キューカーも移籍する。まずキューカーはブロードウェイの人気女優だったキャサリン・ヘプバーンをハリウッドに呼び寄せて、彼女のハリウッド・デビュー作『愛の嗚咽』をはじめ、『若草物語』、『男装』などをヘプバーン主演映画を次々と手掛ける。
1933年、セルズニックがMGMに移るとキューカーもMGMに移籍し、グランドホテル形式映画『晩餐八時』、チャールズ・ディケンズ原作の『孤児ダビド物語』、ノーマ・シアラー主演『ロミオとジュリエット』、グレタ・ガルボ主演『椿姫』など話題作を手掛け、1938年にはコロムビア映画に貸し出されてヘプバーンとケーリー・グラントを起用した『素晴らしき休日』を監督した。
個性的な演出スタイルを持たなかったが、媚のない誠実な姿勢で格調の高い作品を世に送り出し、また舞台出身者だけに俳優の魅力を最大限に引き出す演技指導の名人として手腕は長けており、特に女優の魅力を引き出すことに関しては右に出るものがおらず、出演者のヘプバーンやガルボをはじめとする多くのスター女優たちに支持されていただけではなく、スタジオ上層部も女性映画ならキューカーに任せろとまでいわれるようになった。
1939年の『オズの魔法使』にリチャード・ソープの後を引き継いで監督として指導にあたる。しかし、超大作『風と共に去りぬ』でセルズニックに監督として引き抜かれてしまう。その間でも彼はジュディ・ガーランドに適切なアドバイス（例：赤毛のカツラをつけること）を行ったという。
また『風と共に去りぬ』でもセルズニックと監督方針や脚本面で折り合いが付かず、特に出演女優のヴィヴィアン・リーやオリヴィア・デ・ハヴィランドばかりに気を使っていたキューカーにクラーク・ゲーブルが不満を漏らしたのがきっかけとなり、1ヶ月ほどで別の作品に移ってしまうが、女優の指導は密かに彼が行ったという。結局『オズの魔法使』でも『風と共に去りぬ』でも、監督としてクレジットされたのはヴィクター・フレミングであった。
1940年代に入っても女性を主役に据えたドラマやコメディを作り続け、ガルボの引退作となった『奥様は顔が二つ』、ノーマ・シアラーとジョーン・クロフォード主演の『女性たち』、ヘプバーン、グラント、ジェームズ・ステュアート主演の『フィラデルフィア物語』、イングリッド・バーグマン主演のサスペンス『ガス燈』、ヘプバーンとスペンサー・トレイシー共演の『アダム氏とマダム』など発表、女性映画の巨匠として確固たる地位を築く。
1947年のグリア・ガーソン主演の『Desire Me』では、作品の出来に満足できず、クレジットから名前を外すようスタジオに要求し、映画は監督クレジットなしの公開となった。1950年にスクリューボール・コメディ『ボーン・イエスタデイ』、1954年にウィリアム・A・ウェルマン監督作品のリメイク『スタア誕生』で当時落ち目だったジュディ・ガーランドに再び脚光を浴びさせる。
60代になってもその才能は衰えを知らず、1960年にマリリン・モンローとイヴ・モンタン共演の『恋をしましょう』、そして1964年にはブロードウェイのヒット・ミュージカル『マイ・フェア・レディ』を映画化、主演にオードリー・ヘプバーンを起用して大ヒット、そしてキューカー自身も唯一のアカデミー監督賞を獲得する。
1975年には米・ソ初の合作映画『青い鳥』をエヴァ・ガードナーとエリザベス・テイラーの共演で手掛け、1981年にはジャクリーン・ビセットの依頼で女性映画の佳作『ベストフレンズ』を演出、82歳という老齢にもかかわらず往年の優雅な手腕を披露して話題を集めた。
またキューカーは、アルフレッド・ヒッチコック、ジョン・フォード、ルイス・ブニュエル、ジョージ・スティーヴンスなどの名匠の映画製作を陰ながら支えていたといわれる。
俳優の持ち味を最大限に引き出す監督として有名である。彼の作品で高い評価を得た俳優としてキャサリン・ヘプバーン（10本のキューカー作品に出演）、ジェームズ・ステュアート（『フィラデルフィア物語』でアカデミー賞受賞）、ロナルド・コールマン（『二重生活』でオスカー受賞）、イングリッド・バーグマン（『ガス燈』でオスカー受賞）、ジュディ・ホリデイ（『ボーン・イエスタディ』でオスカー受賞）、ジュディ・ガーランド、オードリー・ヘプバーンなどがいる。監督作で俳優がアカデミー賞にノミネートされたのは21名に及ぶ。
キューカー本人は『若草物語』、『フィラデルフィア物語』、『二重生活』、『ボーン・イエスタデイ』、『マイ・フェア・レディ』で5回ノミネートされ、最後のノミネート作でついにアカデミー監督賞を受賞。
彼がゲイであったのは公然の秘密だった。このことは、『ゴッド・アンド・モンスター』（1998年）でも触れられていた。

## 主な監督作品

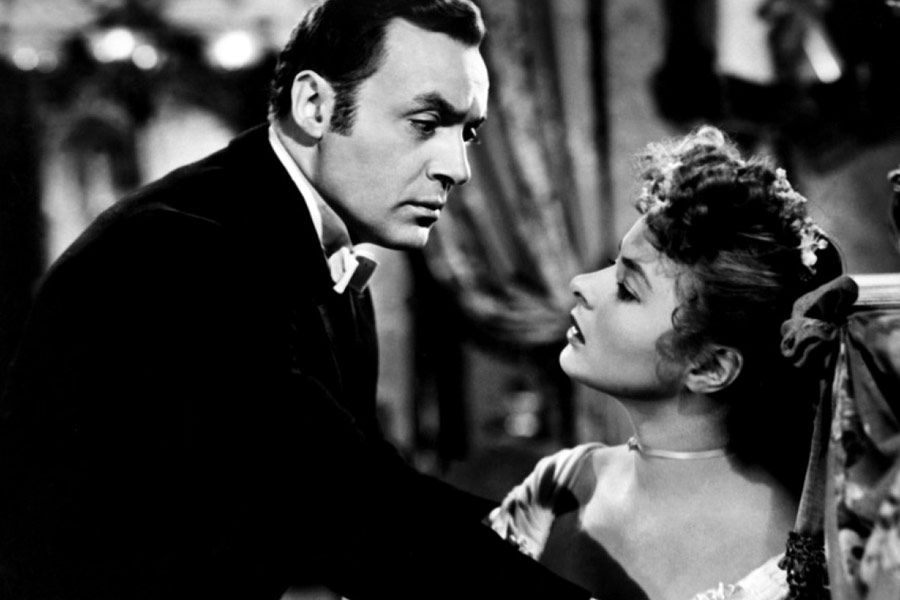
『ガス燈』（1944年）

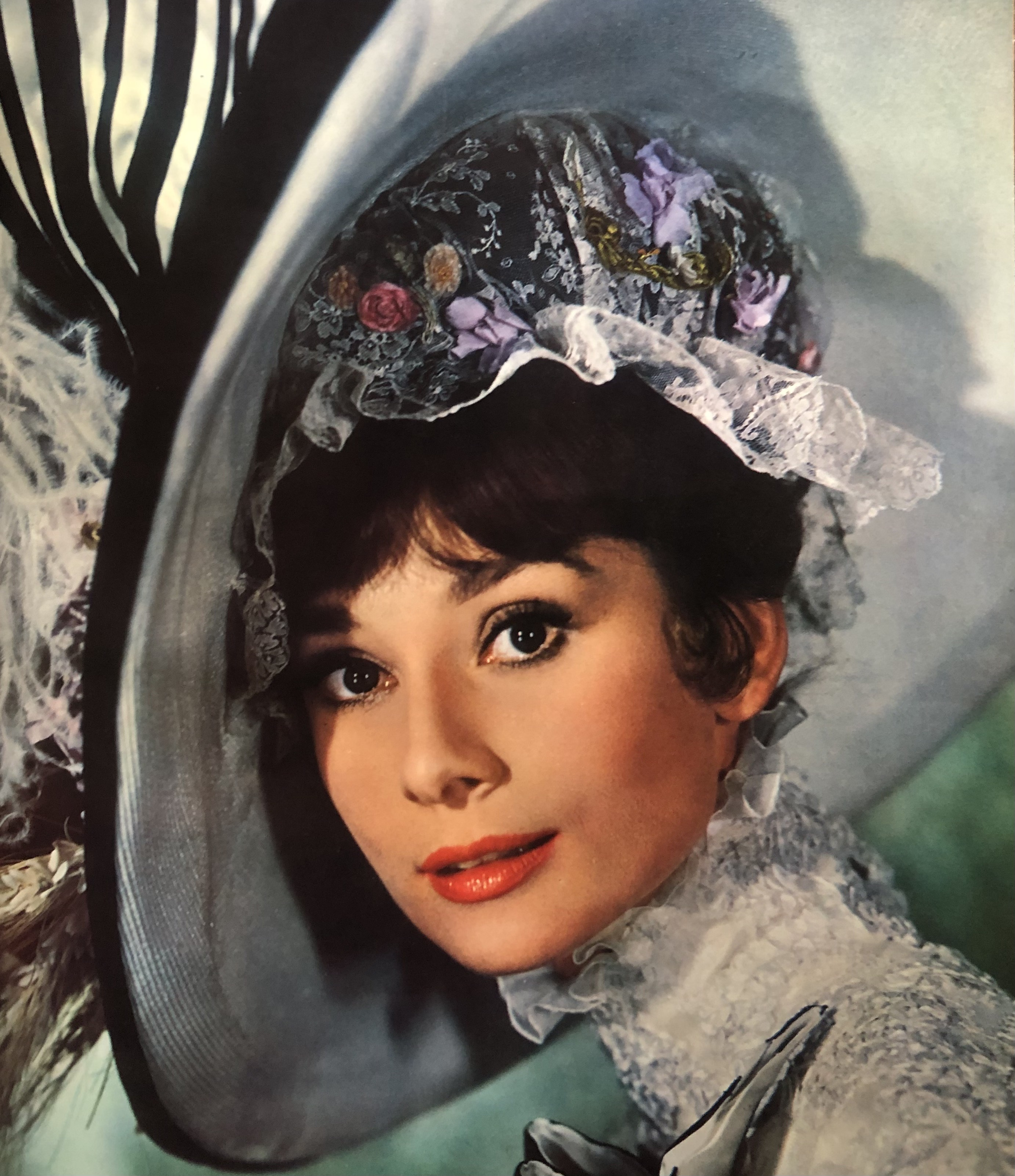
『マイ・フェア・レディ』（1964年）

- 愛の嗚咽 A Bill of Divorcement（1932）
- 栄光のハリウッド What Price Hollywood?（1932）
- 晩餐八時 Dinner at Eight（1933）
- 若草物語 Little Women（1933）
- 孤児ダビド物語 David Copperfield（1935）
- 男装 Sylvia Scarlett（1935）
- ロミオとジュリエット Romeo and Juliet（1936）
- 椿姫 Camille（1936）
- 素晴らしき休日 Holiday（1938）
- 舞姫ザザ Zaza（1939）
- ザ・ウィメン The Women（1939）
- フィラデルフィア物語 The Philadelphia Story（1940）
- 女の顔 A Woman's Face（1941）
- 奥様は顔が二つ（1941）
- 火の女 Keeper of the Flame（1942）
- ガス燈 Gaslight（1944）
- 二重生活 A Double Life（1947）
- アダム氏とマダム Adam's Rib（1949）
- ボーン・イエスタデイ Born Yesterday（1950）
- スタア誕生 A Star Is Born（1954）
- 魅惑の巴里 Les Girls（1957）
- 西部に賭ける女 Heller in Pink Tights（1960）
- 恋をしましょう Let's Make Love（1960）
- チャップマン報告 The Chapman Report（1962）
- マイ・フェア・レディ My Fair Lady（1964）
- アレキサンドリア物語 Justine（1969）
- 叔母との旅 Travels with My Aunt（1972）
- 恋の旅路 Love Among the Ruins（1975）テレビ映画
- 青い鳥 The Blue Bird（1976）
- The Corn Is Green（1979）テレビ映画
- ベストフレンズ Rich and Famous（1981）

## 受賞歴
| 賞                   | 年   | 部門   | 作品                 | 結果       |
| -------------------- | ---- | ------ | -------------------- | ---------- |
| アカデミー賞         | 1933 | 監督賞 | 若草物語             | ノミネート |
| アカデミー賞         | 1940 | 監督賞 | フィラデルフィア物語 | ノミネート |
| アカデミー賞         | 1947 | 監督賞 | 二重生活             | ノミネート |
| アカデミー賞         | 1951 | 監督賞 | ボーン・イエスタデイ | ノミネート |
| アカデミー賞         | 1964 | 監督賞 | マイ・フェア・レディ | 受賞       |
| ゴールデングローブ賞 | 1950 | 監督賞 | ボーン・イエスタデイ | ノミネート |
| ゴールデングローブ賞 | 1962 | 監督賞 | チャップマン報告     | ノミネート |
| ゴールデングローブ賞 | 1964 | 監督賞 | マイ・フェア・レディ | 受賞       |

## 日本語文献
- ギャビン・ランバート 『ジョージ・キューカー、映画を語る』。インタビューでの回想記
  - ロバート・トラクテンバーグ編、宮本高晴訳（国書刊行会、2016年）